# PGC 912
LEDA/PGC 912 ist eine Balken-Spiralgalaxie vom Hubble-Typ SBc im Sternbild Pegasus nördlich des Himmelsäquators. Sie ist rund 217 Millionen Lichtjahre von der Milchstraße entfernt. 
Gemeinsam mit NGC 1, NGC 23, NGC 26, PGC 619, PGC 654 und PGC 830 bildet sie die NGC 23-Gruppe oder LGG 2.